# Franklin Center (Chicago)
Le Franklin Center (anciennement AT&T Corporate Center) est un gratte-ciel situé dans le centre de la ville de Chicago, dans l'État de l'Illinois aux États-Unis. Il est situé à proximité de la Willis Tower, le plus haut gratte-ciel du monde de 1973 à 1998 et des États-Unis jusqu'en 2013.
Le Franklin Center fut conçu en 1989 par l'architecte Adrian Smith (de l'agence Skidmore, Owings and Merrill ; SOM) dans le style postmoderne. Avec ses 307 mètres de haut (270 m au niveau du toit), cet immeuble de grande hauteur est le plus haut construit à Chicago au cours du dernier quart du XXe siècle,. Le bâtiment est le 6e plus haut gratte-ciel de Chicago et la 24e plus haute construction des États-Unis. Le Franklin Center contient des bureaux, des espaces de commerces et un parking de 350 places.
Le bâtiment était connu sous le nom de « AT&T Corporate Center » car il regroupait les sièges sociaux de la région centrale de l'American Telephone & Telegraph Company (Téléphones et télégraphes américains), appelée aussi « AT&T Corporation » ou plus simplement « AT&T ».
En 2004, la société immobilière américaine Tishman Speyer Properties acquit la propriété et rebaptisa le bâtiment USG (adjacent au Franklin Center) à la suite du déménagement des bureaux d'USG en 2007. Ce nom fut ensuite attribué à l'ensemble du complexe,.

## Situation
Achevé en 1989, il comprend 158 000 m2 de bureaux et se positionne sur deux blocs à l'est de la rivière Chicago. Il se situe au nord-est de la Willis Tower (anciennement « Sears Tower » ; plus haut bâtiment du monde de 1973 à 1998) au 227 West Monroe Street dans le secteur communautaire du Loop dans Downtown Chicago. Composée essentiellement de bureaux, la tour est la plus grande construction du dernier quart du XXe siècle à Chicago.

## Architecture
Conçu par l'architecte Adrian D. Smith de la célèbre agence d'architectes Skidmore, Owings and Merrill (SOM), le Franklin Center est souvent considéré comme l'un des gratte-ciel les plus importants et les plus reconnus de Chicago. La forme du bâtiment présente des décrochements (saillie ou retrait d'une partie de la façade par rapport à tout son ensemble) aux 15e, 30e et 45e étages.
Conçu dans le style architectural postmoderne, la structure du bâtiment est dotée d'une ossature en acier entièrement revêtue de granite et reposant sur des fondations en pieux métalliques. La structure se caractérise par des lignes verticales fortes, des pinacles de toit en pointe, un revêtement en granite et des décrochements. Le granite est d'un rouge profond au niveau de la base, mais passe au beige rosé au sommet.
Au-dessus du 5e étage, le granite beige rosé plus clair est protégé par des panneaux d'aluminium sérigraphiés. Le bâtiment s'appuie sur des détails d'architecture gothique pour mettre en valeur la verticalité. La verticalité du bâtiment évoque des images de bâtiments des années 1920, et la solidité de la structure rappelle le Chicago Board of Trade Building. Outre sa conception, le bâtiment se distingue par son emplacement à l'angle le plus éloigné de la Willis Tower.
À l'instar d'autres bâtiments de Chicago tels la Willis Tower, la Trump Tower ou encore le 875 North Michigan Avenue, les flèches de la tour sont illuminées par un système de diodes électroluminescentes (LED) puissant, à changement rapide et à basse consommation. En outre, les responsables du bâtiment ont été félicités par les autorités municipales et diverses organisations liées à la protection des oiseaux pour avoir réduit l'intensité de leurs lumières pendant les migrations des oiseaux, ce qui a permis de réduire leur mortalité de 80 %.

### Intérieur
Les ascenseurs Otis sont traversés par une série de bandes lumineuses de style néo Art déco qui s'étendent d'un mur à l'autre. Le hall d'entrée s'étend sur tout le pâté de maisons, avec un hall d'entrée géant sur Monroe Street et un atrium de 16 étages sur toute la hauteur du lien entre les tours AT&T et USG (également conçues par Smith), les deux tours ayant une apparence commune. Le bâtiment possède deux halls d'entrée publics et un hall au niveau de la mezzanine. Les décorations et ornements des halls d'entrée figurent parmi les plus raffinés de Chicago. Ils sont tous vêtus de sols et de murs en marbre à motifs, de bronze, de garnitures en chêne à feuilles d'or et de luminaires stylisés.

## USG Building

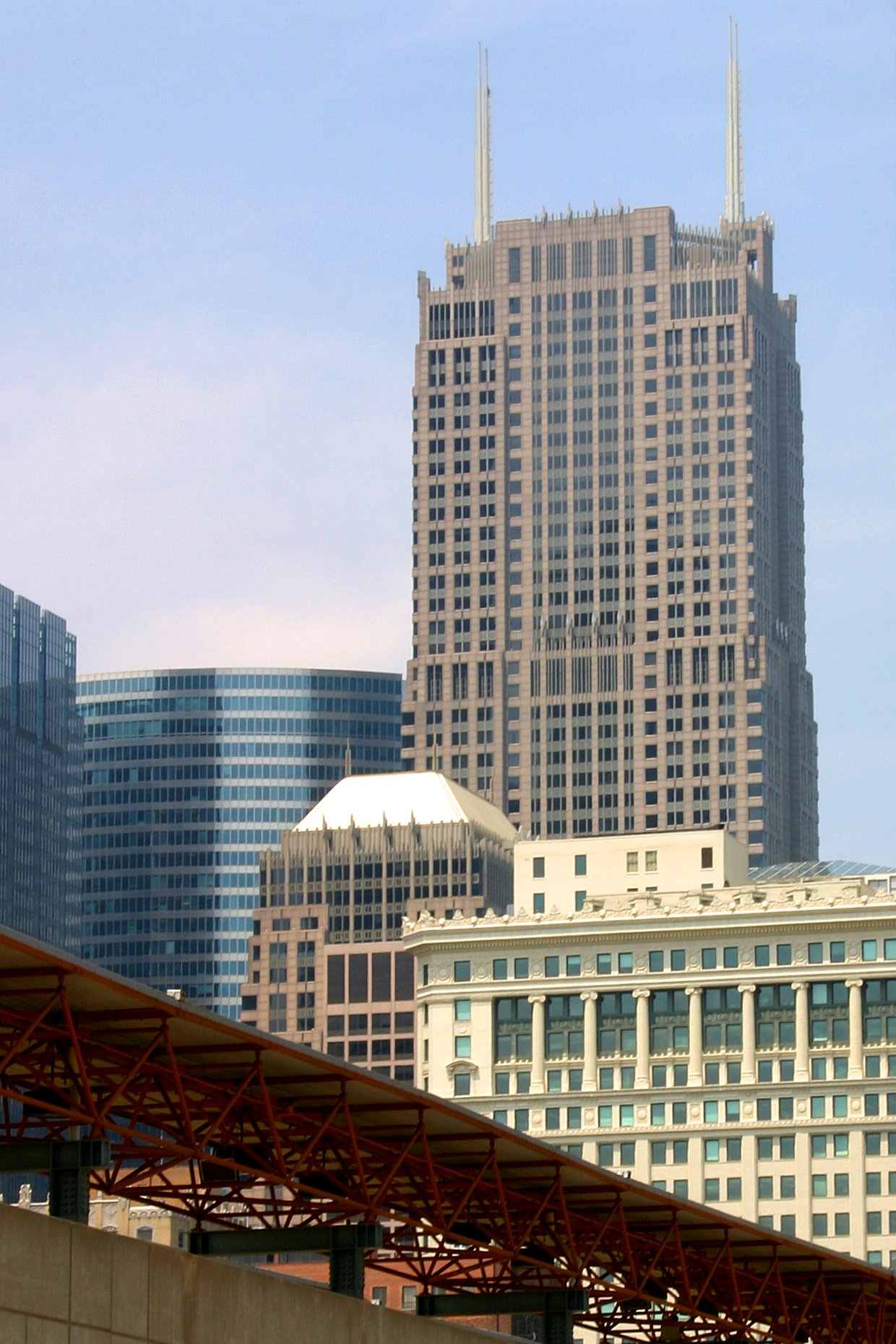
Vue sur le Franklin Center

En 1992, United States Gypsum Corporation, plus connue sous le nom de « USG Corporation », a développé le bâtiment de 35 étages d'une superficie de 1,1 million de pieds carrés (100 000 m2), connu à l'origine sous le nom de USG Building, pour en faire son siège social, immédiatement adjacent et relié à l'AT&T Corporate Center.
Les deux bâtiments furent construits conjointement en tant que complexe d'un bloc sur un site de 85 000 pieds carrés (7 900 m2). Il s'agit des mêmes promoteurs, architectes et équipes de conception qui furent chargés de la construction des deux bâtiments. Ils partagent un atrium de 16 étages qui abrite une grande arcade et sert de base commune aux deux tours séparée. Lorsque USG Corporation a déménagé dans de nouveaux locaux en 2007, le bâtiment a été rebaptisé Franklin Center.
L'adresse de la North Franklin Center Tower (le bâtiment principal) se trouve au 227 West Monroe Street tandis que l'adresse de la South Franklin Center Tower se trouve au 125 South Franklin Street.

## Caractéristiques
Le bâtiment comprend un restaurant de 650 couverts au niveau du hall, un centre commercial d'une surface de 23 000 pieds carrés (2 100 m2) sur deux niveaux, et un parking de 350 places ouvert 24 heures sur 24 sur les deux niveaux inférieurs. Le hall du bâtiment s'étend tout au long du bloc pour rejoindre le USG Building, et un atrium relie les deux structures.

## Transports
Situé à l'angle sud-ouest du secteur du Loop, le bâtiment se trouve à proximité de deux stations surélevées du métro de Chicago (sur l'Union Loop). La station Quincy se trouve à un pâté de maisons au sud et la station Washington/Wells à deux pâtés de maisons au nord, toutes deux situées sur Wells Street. La gare ferroviaire de Union Station se trouve à trois pâtés de maisons à l'ouest, sur Jackson Boulevard, et offre un service terminal pour les trains du réseau Amtrak et un accès au réseau de trains de banlieue Metra. La gare de LaSalle Street Station, située à quatre pâtés de maisons au sud, et la gare de Ogilvie Transportation Center, située à quatre pâtés de maisons au nord-ouest, offrent d'autres services Metra.

## Récompenses
- 1990 - Prix d'excellence pour le développement urbain, décerné par le chapitre de Chicago de la National Association of Industrial and Office Properties (NAIOP).
- 1992 - Meilleur nouveau bâtiment, décerné par le groupe civique Friends of Downtown de Chicago.
- 1997 - Most Valuable Property National Top Ten, du Wall Street Journal.
- 1998 - Prix d'Excellence, Office Properties Worldwide, de la Fédération Internationale des Administrateurs de Biens Conseils Immobiliers (FIABCI).